# 利马圣罗撒圣殿 (布宜诺斯艾利斯)
利马圣罗撒圣殿（Basílica Santuario Nacional de Santa Rosa de Lima）是一座天主教宗座圣殿，位于阿根廷布宜诺斯艾利斯贝尔格拉诺大道与帕斯科街交界。
利马圣罗撒是阿根廷共和国独立的主保圣人，因此在1926年，决定建立一座国家朝圣地。该项目是由建筑师Alejandro Christophersen主导，他将其称为“佩里戈尔的罗曼式-拜占庭式”，灵感来自于法国佩里格的圣Front主教座堂。
该朝圣地于1934年10月完成，召开第32届国际圣体大会。

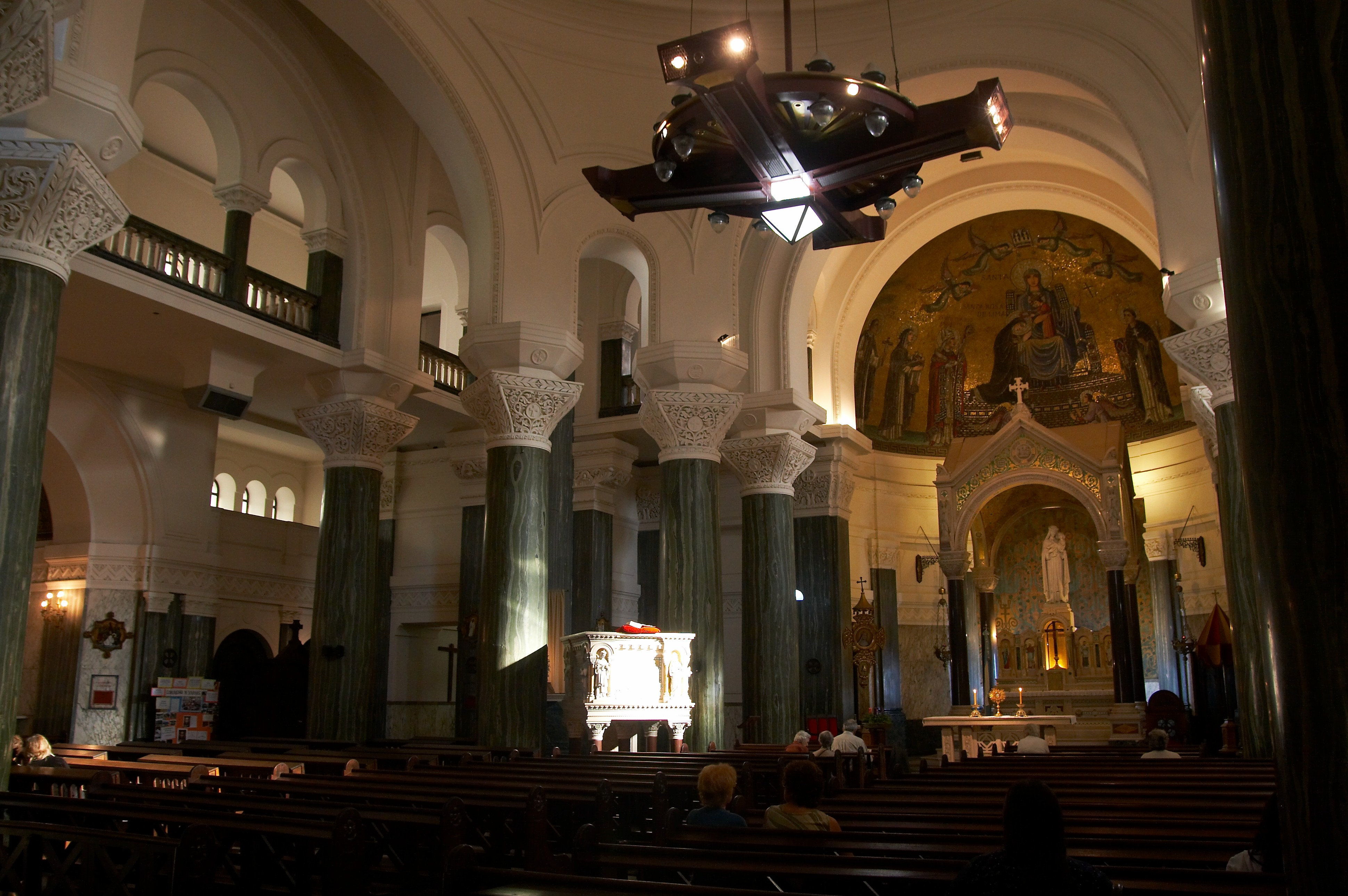
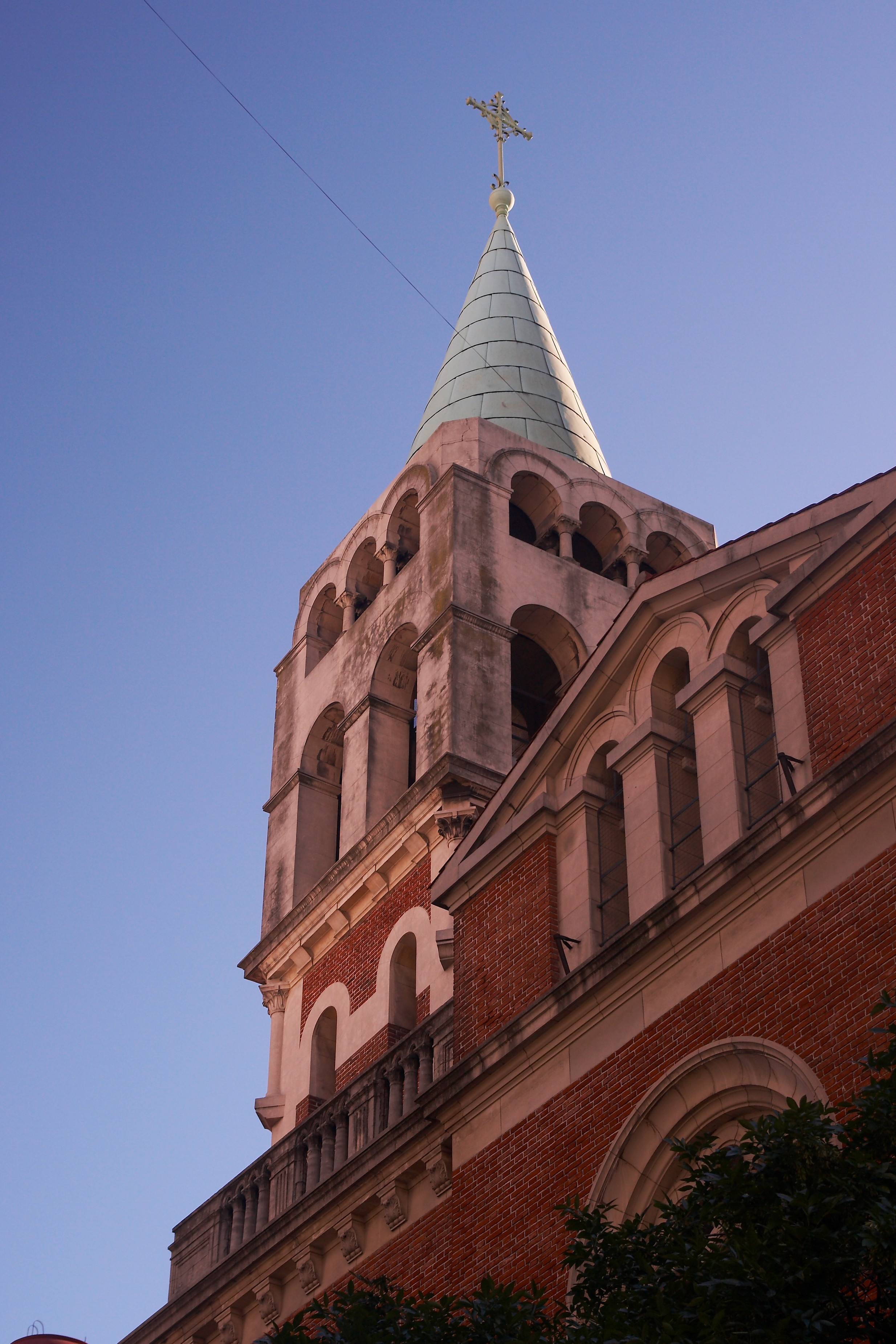
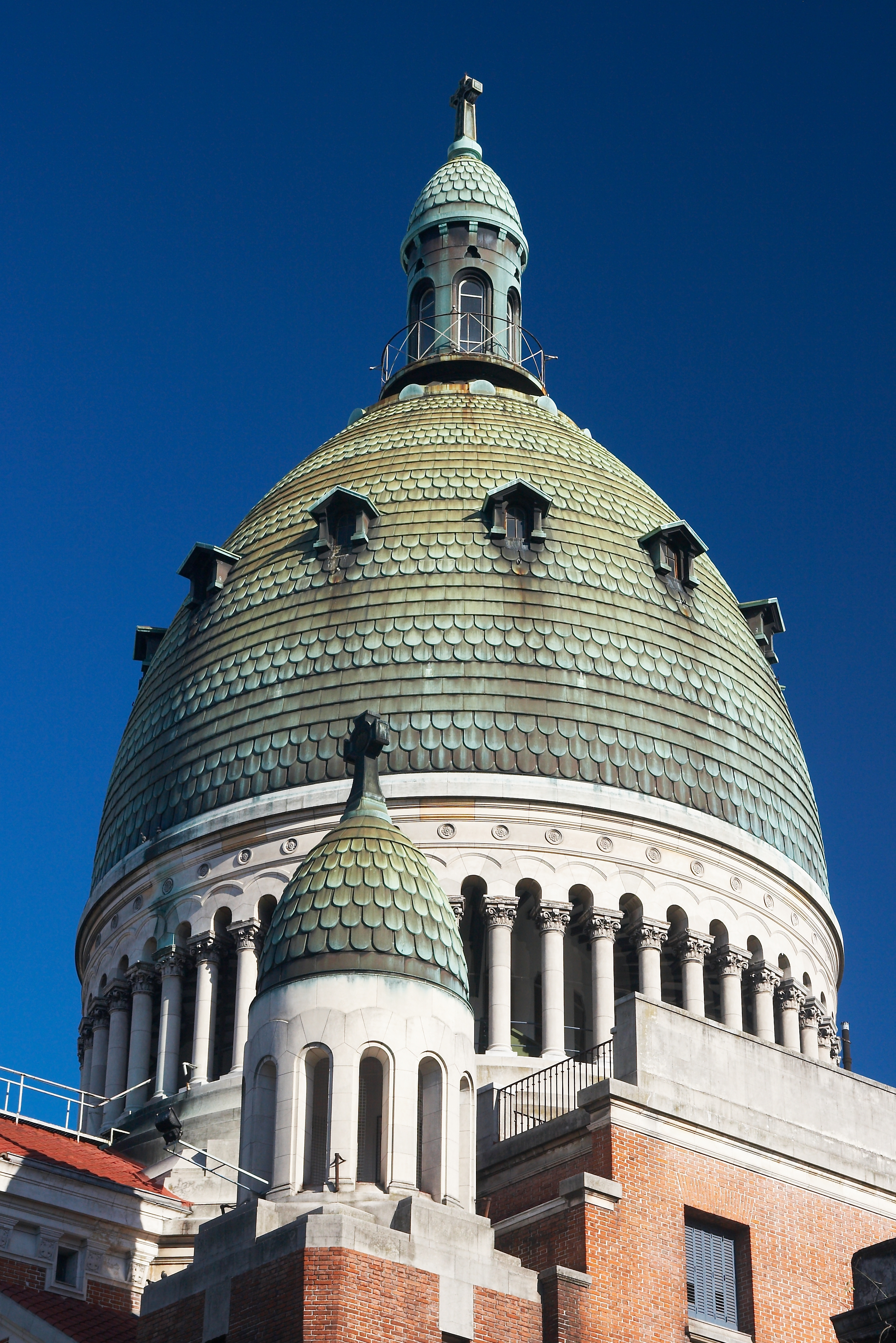
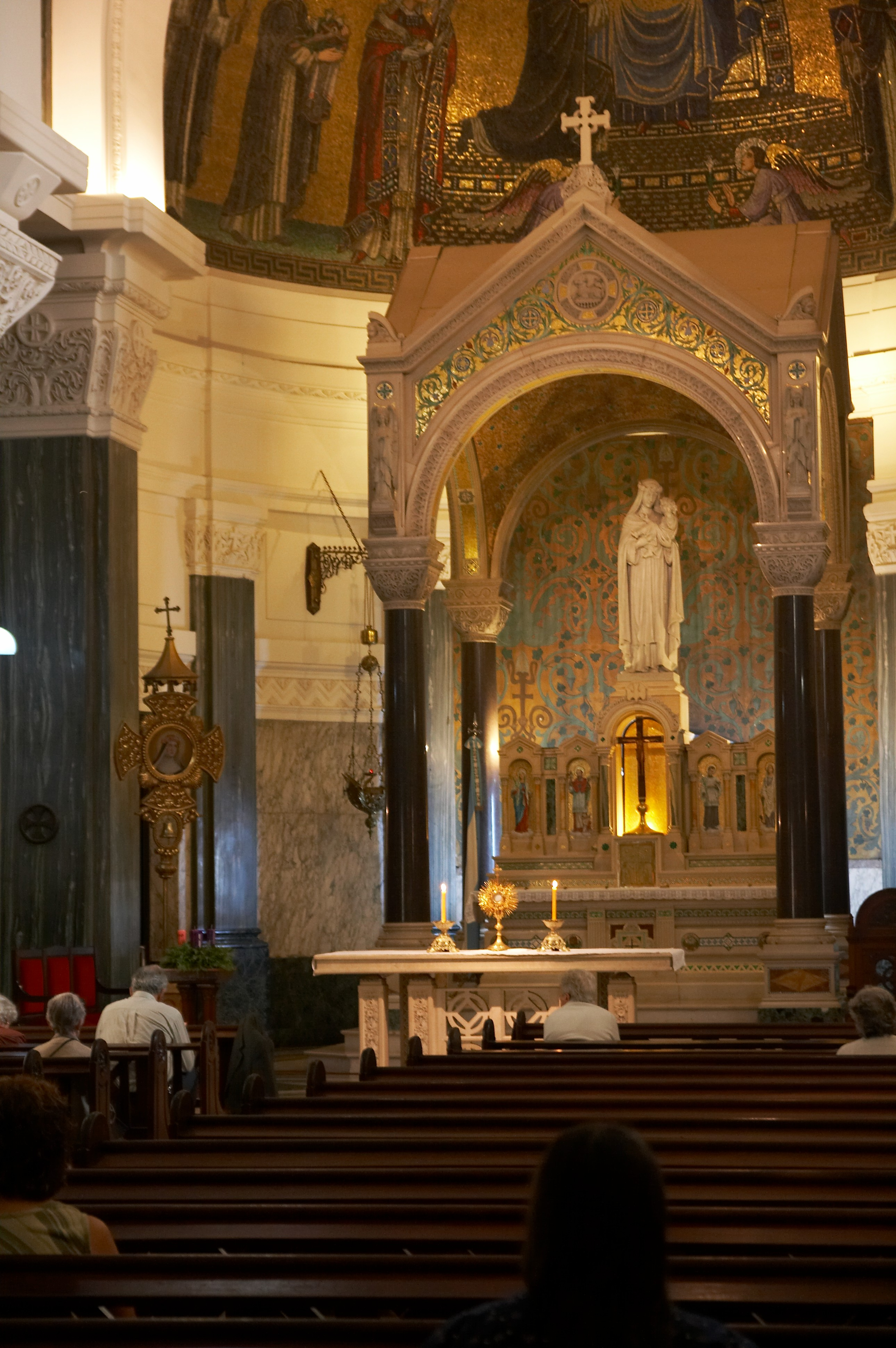